# Basset hound
A basset hound (ejtsd: bászet háund) több változatban ismert, a vérebek közé sorolható kutyafajta.

## Története

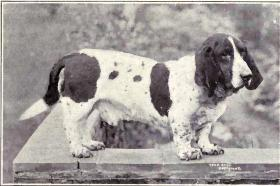
Basset hound 1915-ből

A basset szó francia eredetű, jelentése a bas/basse („alacsony”) szóból ered. Legtöbb fajtája Franciaországból származik. Először a 16. század közepén jelent meg. Falkában szeret legjobban vadászni.

## Jellegzetessége
Nyugodt és érzelmes, de – vadászkutya lévén – zsákmányát (étel, játék vagy ezeknek vélt más tárgyak) egyes esetekben agresszívan megvédi.
Háziállatnak alkalmas: bolondos és kedves kutya. A felnőtt egyedek mély hangú, öblös ugatása első hallásra ijesztőnek tűnhet. Alkalmas városi és vidéki életre is. Szereti a gyerekeket. Néha csökönyös szokott lenni.
Az ugrálást, amit nagyon szeret, nem szabad hagyni neki, a gerincvelőbecsípődés elkerülésének érdekében.

## Külső megjelenése
A basset hound rövid, tacskólábú, viszonylag laza bőrű, testes kutya. A fara hosszú és magas, széles háta vízszintes. A hátvonala a lágyékánál enyhén íves lehet. A bordák szépen íveltek és erősen hátrahúzottak. A szegycsont kiugró, a könyökök igen közel vannak a testhez.
A test hátsó része hátulról nézve igen erős és lekerekített. A viszonylag hosszú farok a gerinc egyenes folytatásának tűnik; a tövénél vastag, majd kihegyesedik. Járás közben a kutya szabályaként begörbíti, és úgy emeli meg; de a farok soha nem kunkorodik gyűrűbe, és nem is áll egyenesen felfelé. A rövid, erős mellső lábak csontozata igen vaskos.
Szemből nézve az alkar enyhén befelé hajlik. A térdízület szépen kirajzolódik. A basset houndnak jókora, macskaszerű mancsai vannak, igen erős talppárnákkal. Izmos nyaka eléggé hosszú és szépen ívelt; a lebernyeg nagy, de nem túlzottan.
A koponya boltozatos és kupola alakú, a tarkónyúlvány jól kivehető. A stop enyhe. Az arcorri résznek karcsúnak, de nem csőrszerűnek kell lennie.
Oldalról nézve az orrnyereg és a koponyatető párhuzamosnak tűnik. A felső ajkak jócskán rálógnak az alsókra, és eltakarják azokat. A keskeny, rugalmas fülek valamivel a szem vonala alatt tűzöttek, s jóval túlnyúlnak az orron; rendkívül nagyok, lelógnak és befelé hajlanak. Nagy, beesett, bánatos, rombuszformájú szemei vannak. A szemei nem lehetnek sem kidülledők, sem túl mélyen ülők. A basset hound harapása ollószerű.
A fényes, rövid és sűrű szőrzet nem lehet túl finom tapintású. A hosszabb szőrzet kifejezetten nemkívánatos. A fajtánál minden kopószín megengedett, de a bi- és trikolór, azaz két- és háromszínű egyedek a leggyakoribbak. A háromszínű basset hound rendszerint barna, fekete és fehér, míg a kétszínűnél a fehér-vörös kombináció jellemző. A szemek a szőrzet színétől függően közép-, illetve sötétbarnák, de soha nem lehetnek sárgák.

### Méret

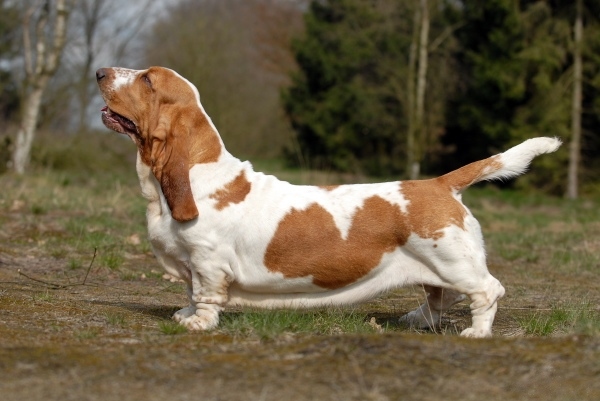
Basset hound

- Magasság: 33–38 cm.
- Tömeg: 18–35 kg.
- Élettartam: 10-12 év.

## Híres Basset Houndok
- Columbo hadnagynak is basset houndja van. A neve egyszerűen: Kutya
- A Nyomás utána! című filmben szereplő, világuralomra törő K1 kutyája is basset hound.
- A Smokey és a Bandita című filmben Hóember kutyája.
- A kis kedvencek titkos élete című filmben "Papa"-kutya